# Liste der Länderspiele der kosovarischen Futsalnationalmannschaft
Die nachfolgende Liste enthält alle Länderspiele der kosovarischen Futsalnationalmannschaft der Männer, die der Fußballverband des Kosovos, die Federata e Futbollit e Kosovës (FFK), im Jahr 2016 gegründet hat. Futsal ist die einzige von der FIFA anerkannte Variante des Hallenfußballs. Bisher wurden zehn Länderspiele ausgetragen.

## Länderspielübersicht
Legende
- Erg. = Ergebnis
- n. V. = nach Verlängerung
- i. S. = im Sechsmeterschießen
- abg. = Spielabbruch
- H = Heimspiel
- A = Auswärtsspiel
- * = Spiel auf neutralem Platz
- Hintergrundfarbe grün = Sieg
- Hintergrundfarbe gelb = Unentschieden
- Hintergrundfarbe rot = Niederlage

| Nr.                    | Datum      | Erg.      | Gegner          |   | Austragungsort                             | Anlass                                  | Bemerkungen |
| ---------------------- | ---------- | --------- | --------------- | - | ------------------------------------------ | --------------------------------------- | --- |
| 1                      | 29.08.2016 | 3:1       | Finnland        | * | Zadar (CRO), Športski centar Višnjik       | Futsal Week 2016                        | Erstes Spiel auf neutralem Platz Erster Sieg Erster Sieg auf neutralem Platz Erstes Länderspiel gegen Finnland |
| 2                      | 31.08.2016 | 7:0       | Türkei          | * | Zadar (CRO), Športski centar Višnjik       | Futsal Week 2016                        | Höchster Sieg Höchster Sieg auf neutralem Platz Erstes Länderspiel gegen die Türkei                            |
| 3                      | 02.09.2016 | 3:0       | Türkei          | * | Zadar (CRO), Športski centar Višnjik       | Futsal Week 2016                        | |
| 4                      | 03.09.2016 | 5:6       | Finnland        | * | Zadar (CRO), Športski centar Višnjik       | Futsal Week 2016                        | Erste Niederlage Erste Niederlage auf neutralem Platz Höchste Niederlage auf neutralem Platz                   |
| 5                      | 01.11.2016 | 2:6       | EJR Mazedonien  | H | Pristina, Pallati i Rinisë dhe Sporteve    | Freundschaftsspiel                      | Erstes Heimspiel Erste Heimniederlage Erstes Länderspiel gegen die EJR Mazedonien                              |
| 6                      | 02.11.2016 | 2:5       | EJR Mazedonien  | H | Pristina, Pallati i Rinisë dhe Sporteve    | Freundschaftsspiel                      | |
| 7                      | 30.01.2017 | 5:1       | Norwegen        | * | Nikosia (CYP), Athlitikó Kéndro Elefthería | Europameisterschaft 2018- Qualifikation | Erstes Länderspiel gegen Norwegen                                                                              |
| 8                      | 31.01.2017 | 3:1       | Republik Zypern | A | Nikosia (CYP), Athlitikó Kéndro Elefthería | Europameisterschaft 2018- Qualifikation | Erstes Auswärtsspiel Erster Auswärtssieg Höchster Auswärtssieg Erstes Länderspiel gegen die Republik Zypern    |
| 9                      | 02.02.2017 | 1:2       | Dänemark        | * | Nikosia (CYP), Athlitikó Kéndro Elefthería | Europameisterschaft 2018- Qualifikation | Erstes Länderspiel gegen Dänemark                                                                              |
| 10                     | 03.03.2018 | 5:7 n. V. | Albanien        | H | Pristina, Pallati i Rinisë dhe Sporteve    | Kupa Adem Jashari 2018                  | Höchste Niederlage Höchste Heimniederlage Erstes Länderspiel gegen Albanien                                    |
| Stand: 27. August 2018 |            |           |                 |   |                                            |                                         | |

## Statistik
In der Statistik werden nur die offiziellen Länderspiele berücksichtigt.
Legende
- Sp. = Spiele
- Sg. = Siege
- Uts. = Unentschieden
- Ndl. = Niederlagen
- Hintergrundfarbe grün = positive Bilanz
- Hintergrundfarbe gelb = ausgeglichene Bilanz
- Hintergrundfarbe rot = negative Bilanz

### Gegner
| Land            | Kontinentalverband | Sp. | Sg. | Uts. | Ndl. | Torverhältnis |
| --------------- | ------------------ | --- | --- | ---- | ---- | ------------- |
| Albanien        | UEFA               | 1   | 0   | 0    | 1    | 5:7           |
| Dänemark        | UEFA               | 1   | 0   | 0    | 1    | 1:2           |
| Finnland        | UEFA               | 2   | 1   | 0    | 1    | 8:7           |
| EJR Mazedonien  | UEFA               | 2   | 0   | 0    | 2    | 04:11         |
| Norwegen        | UEFA               | 1   | 1   | 0    | 0    | 5:1           |
| Türkei          | UEFA               | 2   | 2   | 0    | 0    | 10:00         |
| Republik Zypern | UEFA               | 1   | 1   | 0    | 0    | 3:1           |
| Gesamt          | Gesamt             | 10  | 5   | 0    | 5    | 36:29         |

### Kontinentalverbände
| Kontinentalverband                 | Sp. | Sg. | Uts. | Ndl. | Torverhältnis |
| ---------------------------------- | --- | --- | ---- | ---- | ------------- |
| AFC (Asien)                        | 0   | 0   | 0    | 0    | 0:0           |
| CAF (Afrika)                       | 0   | 0   | 0    | 0    | 0:0           |
| CONCACAF (Nord- und Mittelamerika) | 0   | 0   | 0    | 0    | 0:0           |
| CONMEBOL (Südamerika)              | 0   | 0   | 0    | 0    | 0:0           |
| OFC (Ozeanien)                     | 0   | 0   | 0    | 0    | 0:0           |
| UEFA (Europa)                      | 10  | 5   | 0    | 5    | 36:29         |
| Gesamt                             | 10  | 5   | 0    | 5    | 36:29         |

### Anlässe
| Anlass                                   | Sp. | Sg. | Uts. | Ndl. | Torverhältnis |
| ---------------------------------------- | --- | --- | ---- | ---- | ------------- |
| Europameisterschaft-Qualifikationsspiele | 3   | 2   | 0    | 1    | 9:4           |
| Futsal Week-Spiele                       | 4   | 3   | 0    | 1    | 18:70         |
| Kupa Adem Jashari-Spiele                 | 1   | 0   | 0    | 1    | 5:7           |
| Freundschaftsspiele                      | 2   | 0   | 0    | 2    | 04:11         |
| Gesamt                                   | 10  | 5   | 0    | 5    | 36:29         |

### Spielarten
| Spielart                       | Sp. | Sg. | Uts. | Ndl. | Torverhältnis |
| ------------------------------ | --- | --- | ---- | ---- | ------------- |
| Heimspiele (H)                 | 3   | 0   | 0    | 3    | 09:18         |
| Spiele auf neutralem Platz (*) | 6   | 4   | 0    | 2    | 24:10         |
| Auswärtsspiele (A)             | 1   | 1   | 0    | 0    | 3:1           |
| Gesamt                         | 10  | 5   | 0    | 5    | 36:29         |

### Austragungsorte
| Austragungsort | Land            | Sp. | Sg. | Uts. | Ndl. | Torverhältnis |
| -------------- | --------------- | --- | --- | ---- | ---- | ------------- |
| Nikosia        | Republik Zypern | 3   | 2   | 0    | 1    | 9:4           |
| Pristina       | Kosovo          | 3   | 0   | 0    | 3    | 09:18         |
| Zadar          | Kroatien        | 4   | 3   | 0    | 1    | 18:70         |
| Gesamt         | Gesamt          | 10  | 5   | 0    | 5    | 36:29         |

### Spielergebnisse
|      | Gegentore | Gegentore | Gegentore | Gegentore | Gegentore | Gegentore | Gegentore | Gegentore |
| Tore | 0         | 1         | 2         | 3         | 4         | 5         | 6         | 7         |
| ---- | --------- | --------- | --------- | --------- | --------- | --------- | --------- | --------- |
| 0    | -         | -         | -         | -         | -         | -         | -         | -         |
| 1    | -         | -         | 1         | -         | -         | -         | -         | -         |
| 2    | -         | -         | -         | -         | -         | 1         | 1         | -         |
| 3    | 1         | 2         | -         | -         | -         | -         | -         | -         |
| 4    | -         | -         | -         | -         | -         | -         | -         | -         |
| 5    | -         | 1         | -         | -         | -         | -         | 1         | 1         |
| 6    | -         | -         | -         | -         | -         | -         | -         | -         |
| 7    | 1         | -         | -         | -         | -         | -         | -         | -         |

## Weitere Spiele

### Spiele gegen Junioren-Nationalmannschaften
| Nr. | Datum      | Erg.                | Gegner      |   | Austragungsort                          | Anlass                 | Bemerkungen |
| --- | ---------- | ------------------- | ----------- | - | --------------------------------------- | ---------------------- | ----------- |
| –   | 04.03.2018 | 3:3 n. V. 3:2 i. S. | Kosovo U-21 | H | Pristina, Pallati i Rinisë dhe Sporteve | Kupa Adem Jashari 2018 |             |